# 石田芳弘
石田 芳弘（いしだ よしひろ、1945年（昭和20年）10月13日 - ）は、日本の政治家。
衆議院議員（1期）、犬山市長（3期）、愛知県議会議員（3期）などを歴任。至学館大学の附属施設である伊達コミュニケーション研究所の所長。全国地域政党連絡協議会顧問。

## 来歴
愛知県犬山市生まれ。東海高等学校卒業。体操の教師を目指し、東京教育大学を受験するが不合格。2浪して同志社大学商学部に入学。大学では弁論部に所属。4年生のときに京都新聞社主催の選挙や政治に関する意見発表会で優勝。政治家になりたいという思いが芽生える。大学卒業後、実家の酒類販売店の従業員を務めるが、27歳のときに市長になる志を立てた。江﨑真澄衆議院議員の秘書を10年間務めた。
1983年、愛知県議会議員選挙に犬山市選挙区（定数1）から「県政に新風をおくる会」公認で立候補。自民党の林銑二を破り初当選。1987年と1991年の県議選は自民党公認で立候補し、共に当選。
1993年6月18日、衆議院が解散。同年6月21日、旧愛知3区から日本新党と羽田孜の新党の推薦を得て無所属で立候補する意向を表明し、同日、自民党県連に離党届を提出した。ところが6月22日、引退した江﨑真澄の息子の江﨑鐵磨が東京で羽田に会い、羽田新党入りを伝え、羽田もこれに了承。後ろ盾を失った石田は同日夜の後援会会合で立候補断念を明らかにした。
1995年4月23日に行われた犬山市長選挙に立候補し、現職の松山邦夫を破り初当選。犬山市長在任中は、文化力を生かしたまちづくり（犬山城及び城下町の再生）や教育改革（市立小学校全校に30人学級の導入）等に取り組んだ。また市長在任中、全国学力テストについて「序列化や過度な競争を起こす危険性がある。国が個人情報を収集することにも問題がある」として反対の姿勢を示し、犬山市の公立小中学校は全国学力テストに参加しなかった。
2003年4月、3選。同年8月19日、自民党愛知県連から衆院選愛知6区への立候補要請を受ける。石田は熟考の末、9月1日に「市長の後継者が見つからない段階で出馬は難しい」と断った。
2006年10月31日、犬山市に辞表を提出し、11月20日に市長を3期目の任期途中で退職した。
2007年2月4日に行われた愛知県知事選挙に民主・社民・国民新3党の推薦を受けて立候補したが、現職の神田真秋知事に僅差で敗れた（神田：1,424,761票、石田：1,355,713票）。
落選直後、一旦は政界からの引退の意向を表明したが、同年6月に撤回し、次回の愛知県知事選挙に再び立候補する意向を明らかにした。同年9月、学校法人神野学園理事長に就任。
2008年10月、マルチ業者擁護問題で第45回衆議院議員総選挙への不出馬を表明した民主党の前田雄吉議員に代わり、愛知県第6区で民主党の公認を受け、衆院選への立候補を表明。
2009年8月30日に行われた第45回衆議院議員総選挙に愛知県第6区から民主党公認で立候補し、自由民主党公認の丹羽秀樹を破り当選した。
2011年1月11日、河村たかし名古屋市長の辞職に伴う出直し選挙への立候補を表明し、衆議院議員を任期途中で辞職。
同年2月6日に行われた名古屋市長選挙に立候補。河村の古巣である民主党が市民税の10%減税を強力に推進する河村市長に反旗を翻した上に、石田は自由民主党名古屋市議団の推薦も受けたが、河村に約45万票の大差をつけられ落選した。
2012年4月15日に行われた岐阜県下呂市長選挙に無所属で立候補したが、現職の野村誠（自民・たちあがれ日本2党推薦）に敗れた（野村：13,336票、石田：11,303票）。なおこの下呂市長選に際し、現職の国土交通大臣である前田武志が、選挙戦前に下呂市の建設業協会に対して石田の支援を要請する文書を送付していた事実が発覚し、前田に対し公職選挙法違反の疑惑がもたれた。選挙後、前田に文書の署名を依頼したとして公職選挙法違反容疑で書類送検されたが、2013年1月22日、岐阜地方検察庁は一部嫌疑不十分、一部起訴猶予で不起訴処分とした。
2013年には、至学館大学の附属施設である伊達コミュニケーション研究所の所長に就任した。また、犬山祭保存会長を務める。

## 人物
- 座右の銘は「本来無一物」。
- 趣味は、ジョギング、水泳ほかスポーツ全般。学生時代は体育教師を目指していた。

## 元秘書
- 原欣伸（第8代犬山市長）[20]

## 著書
- 『君も市長になれ』（全国書籍出版、2003年）
- 『今こそローカリズム』風媒社、2006年）ISBN 4-8331-1071-7
- 『挑戦 －2007・愛知県知事選の証言』（2007年）